# 马凯特莱里尔
马凯特莱里尔（法語：Marquette-lez-Lille，法語發音：[maʁkɛt le lil]，意为“里尔附近的马凯特”）是法国上法蘭西大區北部省的一个市镇，属于里尔区和里尔欧洲都会区。

## 地理
马凯特莱里尔（50°40'33"N, 3°3'58"E）面积4.86 平方千米，位于法国上法蘭西大區北部省，该省份为法国最北部的省份及最长的省份，西北濒北海，西接加来海峡省，南至埃纳省和索姆省，东与比利时接壤。
与马凯特莱里尔接壤的市镇（或旧市镇、城区）包括：旺布勒希、邦迪、拉马德莱娜、马克昂巴勒尔、圣安德烈莱里尔。
马凯特莱里尔的时区为UTC+01:00、UTC+02:00（夏令时）。

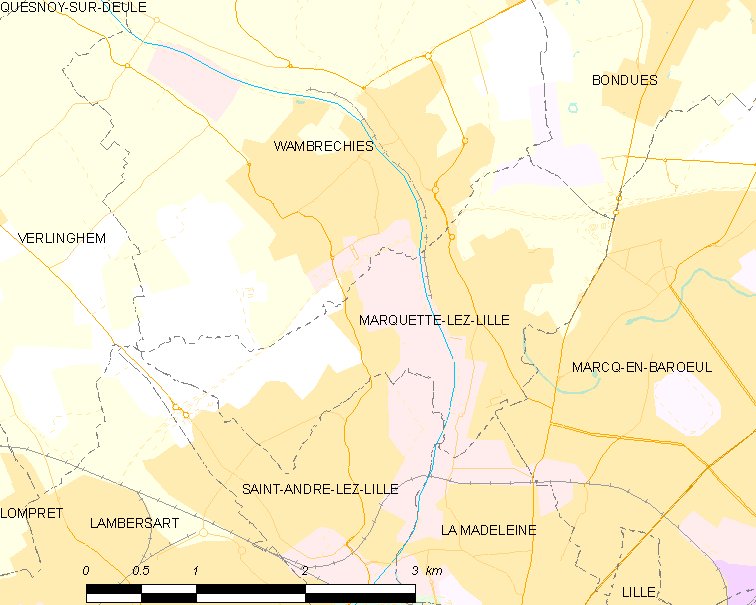
马凯特莱里尔的OSM定位图

## 行政
马凯特莱里尔的邮政编码为59520，INSEE市镇编码为59386。

## 政治
马凯特莱里尔所属的省级选区为里尔第一县。

## 人口

1962-2008年间马凯特莱里尔人口变化图示

马凯特莱里尔于2022年1月1日时的人口数量为11709人。